# Hamburgische Dankmedaille (Stadtbrand 1842)

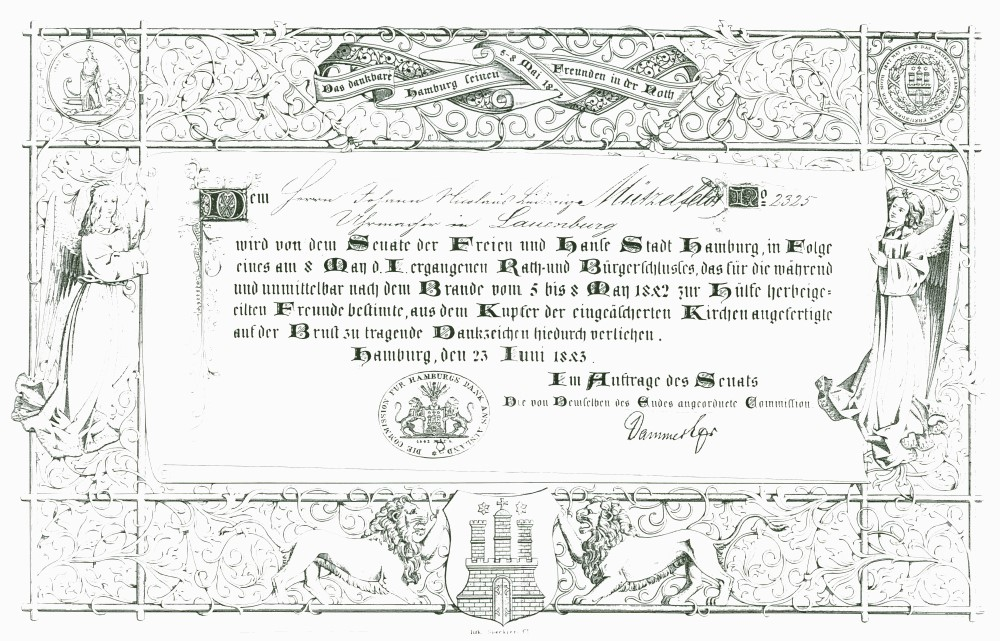
Verleihungsurkunde zur Kleinen Dankmedaille

Die Dankmedaille wurde am 8. Mai 1843, dem ersten Jahrestag des Hamburger Brandes, durch Beschluss Eines Hochedlen und Hochweisen Raths gestiftet. 

## Beschaffenheit
Sie wurde in drei Ausführungen hergestellt:
- Das große Hamburger Dankmedaillon, im Gewicht von 60 ½ Loth[1]
- Das kleinere Hamburger Dankmedaillon, 45 ½ Loth[2]
- Die kleine Hamburger Dankmedaille, 1 ¾ Loth[3]

Die beiden ersten Varianten wurden als nicht tragbare Medaille für eigene Feuerwehren und Senatsmitglieder ausgegeben. 
Die dritte Version war eine an einem rot-weißen Band tragbare Medaille für auswärtige Feuerwehren. Obwohl das Feuerlöschwesen der Hansestadt seinerzeit als mustergültig galt, mussten aus bis zu 100 Kilometer Entfernung Spritzenmannschaften zur Unterstützung herbeigerufen werden. Für sie kamen 4858 Medaillen zur Verleihung.
Hamburgs Senat ließ die Ehrenzeichen aus der Bronze von den Glocken der Kirchen herstellen, die den Flammen zum Opfer gefallen waren, die kleine Dankmedaille aus dem Turmkupfer dieser Kirchen.

## Besonderheit
Die Medaille ist in Deutschland das erste Ehrenzeichen für Verdienste bei der Brandbekämpfung.

## Weitere Ehrungen
In Anerkennung der besonderen Hilfe wurde drei Unterstützern zeitgleich die Ehrenbürgerwürde verliehen:
- Graf Conrad Daniel von Blücher-Altona (1764–1845), Oberpräsident der Nachbarstadt Altona
- Eduard Heinrich Flottwell (1786–1865), Oberpräsident verschiedener preußischer Provinzen
- Johann Smidt (1773–1857), Bürgermeister von Bremen